# Reinhard Müller (Theologe)
Reinhard Müller (* 1972 in Greiz) ist evangelischer Theologe und Alttestamentler.

## Leben
Von 1993 bis 2000 studierte er evangelische Theologie in Oberursel, Göttingen und München. Von 2000 bis 2002 war er wissenschaftlicher Repetent im Collegium Oecumenicum München. Nach der Promotion (2001–2003) bei Rudolf Smend an der Theologischen Fakultät der Georg-August-Universität Göttingen absolvierte er von 2003 bis 2005 das Vikariat in Thiersheim und Pfaffenhofen an der Ilm. Nach der Habilitation (2005–2008) im Fach Altes Testament an der Evangelisch-Theologischen Fakultät der Universität München war er 2011 Gastprofessor an der Theologischen Fakultät der Humboldt-Universität zu Berlin. Von 2005 bis 2014 war er wissenschaftlicher Assistent an der Evangelisch-Theologischen Fakultät in München bei Christoph Levin. Von 2014 bis 2019 lehrte er als Professor für Altes Testament an der Evangelisch-Theologischen Fakultät der Westfälischen Wilhelms-Universität Münster. Seit 2019 lehrt er als Professor für Altes Testament an der Theologischen Fakultät der Georg-August-Universität Göttingen.
Seit 2024 ist er ordentliches Mitglied der Niedersächsischen Akademie der Wissenschaften zu Göttingen.

## Publikationen (Auswahl)
- Königtum und Gottesherrschaft. Untersuchungen zur alttestamentlichen Monarchiekritik. Tübingen 2004, ISBN 3-16-148319-7.
- Jahwe als Wettergott. Studien zur althebräischen Kultlyrik anhand ausgewählter Psalmen. Berlin 2008, ISBN 978-3-11-020731-6.
- Ausgebliebene Einsicht. Jesajas »Verstockungsauftrag« (Jes 6,9–11) und die judäische Politik am Ende des 8. Jahrhunderts. Neukirchen-Vluyn 2012, ISBN 3-7887-2563-X.
- mit Juha Pakkala und Bas ter Haar Romeny: Evidence of editing. Growth and change of texts in the Hebrew Bible. Atlanta 2014, ISBN 978-1-58983-747-8.